# Cathrine Holst
Pour les articles homonymes, voir  Holst.
Cathrine Holst née le 10 février 1974 à Bodø est une sociologue norvégienne. Elle s'intéresse à la philosophie politique et aux questions de genre.

## Biographie
Cathrine Holst obtient un doctorat en sociologie en 2000 à l'Université de Bergen. Sa thèse Féminisme, de l'Épistémologie et de la Morale est publiée en 2005. En 2000, elle est chercheuse au Centre de culture scientifique de la théorie à l'Université de Bergen. De 2005 à 2007, elle est professeure à l'Université de Bergen. 
En 2008, elle effectue un postdoctorat au Département de sociologie et géographie humaine à l'Université d'Oslo. Elle est ensuite chercheuse à l'ARENA à l'Université d'Oslo. À partir de 2016, elle est professeure associée au Département de sociologie et géographie humaine. Depuis 2017, elle est professeure à l'Université d'Oslo. Cathrine Holst a été professeure invitée à la New School for Social Research à New York et à l'Université libre de Berlin.
Ses deux domaines de recherche sont la  démocratie et les questions de genre.
Elle étudie la philosophie politique féministe et les politiques relatives à la famille et à l'égalité des sexes. 
En 2009, elle publie qu'est-ce que le féminisme. En 2010, Cathrine Holst est éditrice pour Nytt Norsk Tidsskrift (no). Elle est à partir de 2016, cheffe de file de la Norges kvinnelobby (no) pour l'égalité des femmes en politique. 

## Publications en anglais
- Feminism, Epistemology and Morality: An analysis of feminist critique, VDM Verlag, 2005
- Expertisation and Democracy in Europe, Routledge, 256 pages, 2017
- Experts and Democratic Legitimacy: Tracing the Social Ties of Expert Bodies in Europe, Routlege, 2019